# Comté de Kojonup
Le Comté de Kojonup est une zone d'administration locale au sud de l'Australie-Occidentale en Australie. Le comté est situé à 250 kilomètres au sud-est de Perth, la capitale de l'État. 
Le centre administratif du comté est la ville de Kojonup.
Le comté est divisé en un certain nombre de localités:
- Kojonup
- Boscabel
- Jingalup
- Muradup
- Mobrup
- Qualeup

Le comté a 11 conseillers locaux et n'est plus divisé en circonscriptions.